# 鸿昌街道
鸿昌街道是中华人民共和国河南省焦作市博爱县下辖的一个街道办事处。

## 行政区划
鸿昌街道下辖以下村级行政区划单位：
二街社区、四街社区、九街社区、北关社区、二街街民委员会村、四街街民委员会村、麻庄村、原马营村、阎庄村、下期城村、马营村、芦桥村、马营观村、西庄村、前乔村、下庄村和七方村。